# Pawieł Jakowlew
Pawieł Władimirowicz Jakowlew (ros. Павел Владимирович Яковлев; ur. 7 kwietnia 1991 roku) – rosyjski piłkarz grający w kazachskim klubie Kyzyłżar Petropawł.

## Kariera klubowa
W 2007 roku został wypatrzony przez scoutów Spartaka Moskwa i dołączył do akademii moskiewskiego klubu. W pierwszej drużynie zadebiutował 13 czerwca 2009 roku w meczu z FK Chimki. Następnie grał w takich klubach jak: Krylja Sowietow Samara, Mordowija Sarańsk, Anży Machaczkała i Fakieł Woroneż.